# Шарлинг, Генрих
Карл Генрих Шарлинг (дат. Carl Henrik Scharling; 3 мая 1836 года, Копенгаген — 6 июня 1920 года, Фредериксберг) — датский — религиозный историк и выдающийся романист.
Сын известного датского богослова Carl Emil Scharling (1803—1877), Шарлинг издал значительное число серьёзных трудов по богословию и был назначен профессором богословского факультета при копенгагенском университете, а затем и ректором того же университета.
Отец богослова и епископа Carl Immanuel Scharling (1879—1951).

## Издания

### Богословские труды
Главный богословский труд Шарлинга «Человечество и христианство в их историческом развитии; изложение философии истории» («Menneskehed og Kristendom i der es historiske Udvikling; en Fremstilling af Historiens Filosofi I—II», 1872—1874; 2-е изд., 1894). Труд был переведён на немецкий язык пастором Михельсоном (1874—75), а 1-й том переработан по-французски Цезарем Маланом («Les grands traits de l’histoire religieuse de l’humanité», 1883 и 1885).
Второй крупный богословский труд Шарлинга — «Христианская этика с евангелическо-лютеранской точки зрения» («Kristelig Saedelaere efter evangelisk-luthersk Opfattelse», 1886; 2 изд., 1896; переведен на немецкий язык пастором Глейссом).

### Беллетристика
Первый успех Шарлинга на литературно-художественном поприще был связан с выходом под псевдонимом в 1862 году его романа «Под новый год в доме священника в Нэддебю» («Ved Nytaarstid i Nöddeby Praestegaard»), выдержавшего 13 изданий и переведённого на шведский, английский, французский и немецкий языки (5 различных немецких переводов). Главные достоинства романа — поэтически-правдивое изображение датской зимней природы, юношеская жизнерадостность общего тона и мягкий юмор.
В 1866 г. Шарлинг выпустил, опять же под псевдонимом, роман «Подвиги Уффе Ельма и Палле Лёве» («Uffe Hjelms og Palle Löves Bedrifter»), сатирического характера, с превосходно очерченными типами и характерными бытовыми картинами; но так как автор заявил себя противником господствовавшего национально-либерального направления, то критика сильно восстала против него, и 2-е издание появилось лишь 20 лет спустя.
Большой успех имел следующий рассказ Шарлинга «Моя жена и я» («Min Hustru og jeg», 1875), выдержавший 7 изданий и переведённый на иностранные языки.
Шарлинг пробовал свои силы также в драматической литературе и не без успеха.